# SN 1979C
SN 1979C — сверхновая звезда типа II-L, вспыхнувшая 19 апреля 1979 года в галактике M100, которая находится в созвездии Волосы Вероники.

## Характеристики
Сверхновая была зарегистрирована американским астрономом Гасом Джонсоном (англ. Gus E. Johnson). Спустя почти 20 лет, в 2001 году космическим телескопом Чандра был обнаружен источник рентгеновского излучения на месте вспышки сверхновой. С помощью данных, полученных телескопом Хаббл, астрономы вычислили массу взорвавшейся звезды: она весила приблизительно 17—18 масс Солнца. Наблюдения за объектом в радиодиапазоне в 1986, 1991 и 1998 годах показали, что мощность излучения спала, что объясняется поглощением окружающей межзвёздной среды. На месте взрыва была найдена сброшенная звездой оболочка, которая с каждым годом остывает всё больше. На месте прародителя обнаружена чёрная дыра, которая на данный момент является самой молодой из подтверждённых наблюдениями.